# Nods (Szwajcaria)
Nods (hist. Nos) – gmina (niem. Einwohnergemeinde) w północno-zachodniej Szwajcarii, w kantonie Berno, w regionie administracyjnym Berner Jura, w okręgu Berner Jura. 31 grudnia 2020 roku liczyła 788 mieszkańców. 

## Demografia
Według danych z 2000 r. 85% mieszkańców gminy była francuskojęzyczna, 12,3% niemieckojęzyczna, a 1,1% portugalskojęzyczna. Na dzień 31 grudnia 2020 obcokrajowcy stanowili 6,5% ogółu mieszkańców.